# الیکایی چمنی ایری
الیکایی چمنی ایری (نام علمی: Amytornis goyderi) نام یک گونه از سرده الیکایی چمنی است.